# Song for America
《Song for America》는 1975년 2월에 발매된 미국의 프로그레시브 록 밴드 캔자스의 두 번째 스튜디오 음반이다. 이 음반은 2004년에 CD로 리마스터된 형식으로 재발매되었다. 10분짜리 타이틀곡은 싱글로 발매되기 위해 3분으로 편집되었다. 45개의 RPM 편집은 29년 후에 리마스터링 발매의 보너스 트랙으로 다시 등장했는데, 이 트랙은 개선된 사운드와 확장된 라이너 노트, 희귀 사진, 그리고 〈Down the Road〉의 라이브 버전을 제공했다.

## 반응
| 전문가 평가        | 전문가 평가 |
| 평가 점수          | 평가 점수   |
| 출처               | 점수        |
| ------------------ | ----------- |
| AllMusic           | [ 1 ]       |
| Sea of Tranquility | [ 2 ]       |

올뮤직은 회고에서 음반의 짧은 곡들의 "강렬한 에너지"를 칭찬했지만, 긴 곡들은 감상하기 위해 너무 많은 활동적인 듣기를 필요로 한다고 주장했다. 그들은 이 음반이 이 장르의 그룹에게는 "좋은 (청소년기는 아니더라도) 녹음"이라고 결론지었다."
씨 오브 트랭퀼리티(Sea of Tranquility) 웹진에서 글을 쓴 스티브 페텐길은 이 음반을 "이후 음반에서 튀어나올 경기장 록 번호는 하나도 없는 완전한 기울어진 심포닉 록이다. 네 개의 긴 복잡한 곡과 두 개의 매우 미국적인 스타일의 록으로 구성된 캔자스의 두 번째 음반은 프로거와 로커로서의 밴드의 트레이드 마크인 이중성을 매우 훌륭하게 보여준다.
빌보드 200 차트에서 57위를 기록한 《Song for America》는 1975년 2월 발매 이후 몇 달 동안 약 25만 장이 팔렸다. 《Song for America》는 캔자스의 첫 세 음반과 마찬가지로 밴드의 네 번째와 다섯 번째 정규 음반의 플래티넘 성공으로 인해 새로운 상업적인 관심을 끌었다. 《Leftoverture》 (1976년)와 《Point of Know Return》 (1977년)은 1978년 1월 30만~40만 장이 팔렸다고 보도했고, 《Song for America》는 1980년 6월 50만 장이 팔린 골드 인증을 받았다.

## 곡 목록
| #  | 제목                   | 작사·작곡                  | 재생 시간 |
| -- | ---------------------- | -------------------------- | --------- |
| 1. | 〈Down the Road〉      | 스티브 월시, 케리 리브그렌 | 3:43      |
| 2. | 〈Song for America〉   | 리브그렌                   | 10:03     |
| 3. | 〈Lamplight Symphony〉 | 리브그렌                   | 8:17      |

| #  | 제목                              | 작사·작곡                                   | 재생 시간 |
| -- | --------------------------------- | ------------------------------------------- | --------- |
| 4. | 〈Lonely Street〉                 | 월시, 데이브 호프, 리치 윌리엄스, 필 에하트 | 5:43      |
| 5. | 〈The Devil Game〉                | 월시, 호프                                  | 5:04      |
| 6. | 〈Incomudro - Hymn to the Atman〉 | 리브그렌                                    | 12:11     |

## 인증
| 국가                       | 인증 | 판매량/출하량 |
| -------------------------- | ---- | ------------- |
| 미국 (RIAA)                | 골드 | 500,000^      |
| ^출하량을 기반으로 한 인증 |      |               |